# Voro López i Verdejo
Joan Salvador López i Verdejo, conocido como Voro López (Pinedo, Valencia; 19 de septiembre de 1963-Valencia, 22 de febrero de 2024), fue un filólogo español de ideología progresista y nacionalista valenciana, contrario a la Academia Valenciana de la Lengua.

## Biografía
Académico de número de la Real Academia de Cultura Valenciana, fue presidente de la Sección de Lengua y Literatura Valencianas de Lo Rat Penat y secretario de la Asociación de Escritores en Lengua Valenciana. Es autor de varias antologías poéticas y artículos filológicos, además de la obra Diccionari General de la Llengua Valenciana, resultado de once años de trabajo. Esta obra es un diccionario normativo para el valenciano que no sigue la vigente normativa oficial para este idioma (Normas de Castellón) sino la normativa propia de la Real Academia de Cultura Valenciana (las conocidas por Normas del Puig).
Fue asesor de Dolores García Broch en el Ayuntamiento de Valencia, y de Vicente González Lizondo en las Cortes Valencianas, políticos ambos de Unión Valenciana. En 1999, junto a una importante representación de académicos de la RACV firmaría un manifesto de apoyo y reconocimiento valencianista a Eduardo Zaplana, que se haría público poco antes de las elecciones a las Cortes Valencianas de 1999.

## Premios
Ha sido galardonado con varios premios en los Juegos Florales de Lo Rat Penat, así como con el Premio Fullana, el Vicent González Lizondo, el Premio de Investigación Ayuntamiento de Valencia, el Premio de Investigación Ayuntamiento de Paterna, el Premio de Investigación Jaume Roig, III Milenari de Paraula d'Oc y el Escritor del año 1997 que otorga la Asociación de Escritores en Lengua Valenciana.

## Obras
Es autor de las siguientes obras:
- El parlar de l'Horta de Valéncia dins del dialecte apichat
- La filosofía llingüística de Carles Salvador, Lluïs Revest i Josep Giner
- Tractat de métrica valenciana
- ¿Saps que--?
- Normes ortografiques de la R.A.C.V.
- Proposta d'un "standard" oral Valencià (1997)
- Normes ortografiques de la R.A.C.V. o Normes del Puig (1998)
- "For sale" i uns atres contes (1998)
- Corcam (1998)
- Diccionari general de la llengua valenciana (2010)
- Cent anys de normativa valenciana (2011)
- Sense pels en la llengua. El llibre roig de la llengua valenciana (2017)